# Marches exploratoires
 (avril 2012).
Si vous disposez d'ouvrages ou d'articles de référence ou si vous connaissez des sites web de qualité traitant du thème abordé ici, merci de compléter l'article en donnant les références utiles à sa vérifiabilité et en les liant à la section « Notes et références ».
Les marches exploratoires sont des diagnostics de terrain menées par un groupe de femmes dans leur quartier d'habitation. Ces « marcheuses » identifient les éléments d'aménagement du territoire qui sont à l'origine d'un sentiment d'insécurité, puis élaborent des propositions d'amélioration de la situation.
Cette méthode a été initiée à Toronto en 1989 dans le cadre du Safety Audit[source insuffisante], et inscrite au sein des principes d'aménagement sécuritaire de la ville de Montréal via le programme Femmes et ville. En France, cette méthode s'est développée au début des années 2000, dans les villes grandes (Paris, Lille[réf. nécessaire]) ou moyennes (Drancy, Dreux, sous l'impulsion du Secrétariat général à la Ville. Ces expériences ont fait l'objet d'un guide méthodologique publié par le Comité interministériel des villes.
En 2014, le 4e plan interministériel de prévention et de lutte contre les violences faites aux femmes annonce la mise en place d'une expérimentation nationale de marches exploratoires. L'association France Médiation, réseau national d'acteurs de la médiation sociale, est désignée pour coordonner cette expérimentation dans 12 villes, sous l'égide du Secrétariat d’État aux Droits des femmes et du Secrétariat d’État chargé de la politique de la ville.
Le projet vise à renforcer la place des femmes dans la démocratie participative locale, améliorer l'environnement urbain des quartiers prioritaires et à favoriser l'utilisation du numérique comme outil de citoyenneté. 